# コマーシャルモール博多
コマーシャルモール博多（コマーシャルモールはかた）は、福岡県福岡市博多区東光寺町2丁目6-40に位置する複合商業施設である。

## 概要
筑紫通り沿い、福岡県道553号東光寺竹下春吉線との交差点脇の御笠川左岸に立地する。竹下駅から北東約1.5 km、福岡空港国際線ターミナルからは南西に約1.5 kmの位置である。
2004年夏に旧参松工業福岡工場跡地をコマーシャル・アールイーが約20億円で取得し、総事業費約60億円をかけて建設、2005年11月25日にオープンした。開発にあたり2004年9月に九州リースサービスと共同で開発型SPCの有限会社コマーシャルモール筑紫通を設立している。建設地は那珂遺跡群の中に含まれており、建設前に那珂遺跡群の第102次発掘調査が行われた。建物は鉄骨造地上3階建。
完成後にドイツのコメルツ銀行の不動産投資会社など複数の投資会社の手に渡ったのち、東急不動産ホールディングスグループをスポンサーとするアクティビア・プロパティーズ投資法人が2018年1月5日付で取得している。

## 主な店舗
- ドン・キホーテ
- ユニクロ
- 西松屋
- SoftBank
- ほけんの窓口
- G-pala
- ドスパラ
- ゴールドジム
- 大戸屋
- サンドラッグ
- 遊ING
- セリア

## 過去の主な店舗
- TSUTAYA
- スターバックス
- タックルベリー
- 好日山荘

## 周辺の主な商業施設
- フォレオ博多 - 東光寺橋の1本南側の那珂大橋のたもとに位置しておりコマーシャルモール博多との距離は約600m程度。
- ららぽーと福岡
- 博多ミスト
- ドン・キホーテ福岡空港南店 - 2023年4月26日に当モールへ博多駅南店として移転オープンした。
- ザ・ビッグ福岡空港南店

## アクセス
- 鹿児島本線竹下駅より徒歩16分
- 西鉄バス 40・44・45番系統 東光寺北口バス停付近